# Медвежья Кара
Медвежья Кара — деревня в Пашском сельском поселении Волховского района Ленинградской области.

## История
На карте Санкт-Петербургской губернии Ф. Ф. Шуберта 1834 года упоминается деревня Медведева, состоящая из 24 крестьянских дворов.

МЕДВЕДЕВО — деревня принадлежит Казённому ведомству, местопребывание пристава, число жителей по ревизии: 67 м. п., 71 ж. п. (1838 год)

Деревня Медведева из 24 дворов отмечена на карте Ф. Ф. Шуберта 1844 года.

МЕДВЕДЕВО — деревня Ведомства государственного имущества, по почтовому тракту, число дворов — 24, число душ — 56 м. п. (1856 год)

МЕДВЕДЕВО — деревня казённая при реке Паше, число дворов — 26, число жителей: 69 м. п., 98 ж. п. (1862 год)

Согласно карте из «Исторического атласа Санкт-Петербургской Губернии» 1863 года деревня называлась Медведева.
Согласно епархиальным сведениям 1899 года деревня относилась к приходу церкви Рождества Христова Пашского погоста в Надкопанье.
В конце XIX — начале XX века деревня административно относилась к Доможировской волости 3-го стана Новоладожского уезда Санкт-Петербургской губернии.
По данным «Памятной книжки Санкт-Петербургской губернии» за 1905 год деревня называлась Медведево.
В 1917 году деревня входила в состав Доможировской волости Новоладожского уезда.
С 1918 по 1924 год деревня Медведево входила в состав Медведского сельсовета Пашской волости Волховского уезда.
Согласно карте Петербургской губернии издания 1922 года деревня называлась Медведова.
С 1924 года в составе Пашского сельсовета.
Согласно данным переписи населения СССР 1926 года в деревне, кроме русских, проживали также ингерманландцы — 5 человек.
С 1927 года в составе Пашского района.
По данным 1933 года деревня называлась Медведево и входила в состав Пашского сельсовета Пашского района Ленинградской области.

Деревня Медведево на карте РККА 1940 года

С 1954 года в составе Карпинского сельсовета.
С 1955 года в составе Новоладожского района.
В 1958 году население деревни Медведево составляло 226 человек.
С 1961 года вновь в составе Пашского сельсовета.
С 1963 года в составе Волховского района.
По данным 1966, 1973 и 1990 годов деревня называлась Медвежья Кара и также входила в состав Пашского сельсовета Волховского района.
В 1997 году в деревне Медвежья Кара Пашской волости проживали 19 человек, в 2002 году — 35 человек (русские — 97 %).
В 2007 году в деревне Медвежья Кара Пашского СП — 16, в 2010 году — 43.

## География
Деревня расположена в северо-восточной части района на автодороге Р21 (E 105) «Кола» (Санкт-Петербург — Петрозаводск — Мурманск).
Расстояние до административного центра поселения — 6 км.
Расстояние до ближайшей железнодорожной станции Паша — 4 км.
Деревня находится на правом берегу реки Паша.

## Демография
| 1838 | 1862 | 1997 | 2002 | 2007 | 2010 | 2012 |
| ---- | ---- | ---- | ---- | ---- | ---- | ---- |
| 138  | ↗167 | ↘19  | ↗35  | ↘16  | ↗43  | ↘24  |
| 2017 |      |      |      |      |      |      |
| ↗29  |      |      |      |      |      |      |

### Национальный состав
Согласно данным Всероссийской переписи населения 2021 года в деревне проживали 37 человек, из них:
 русские — 36, белорусы — 1 человек.

## Фото

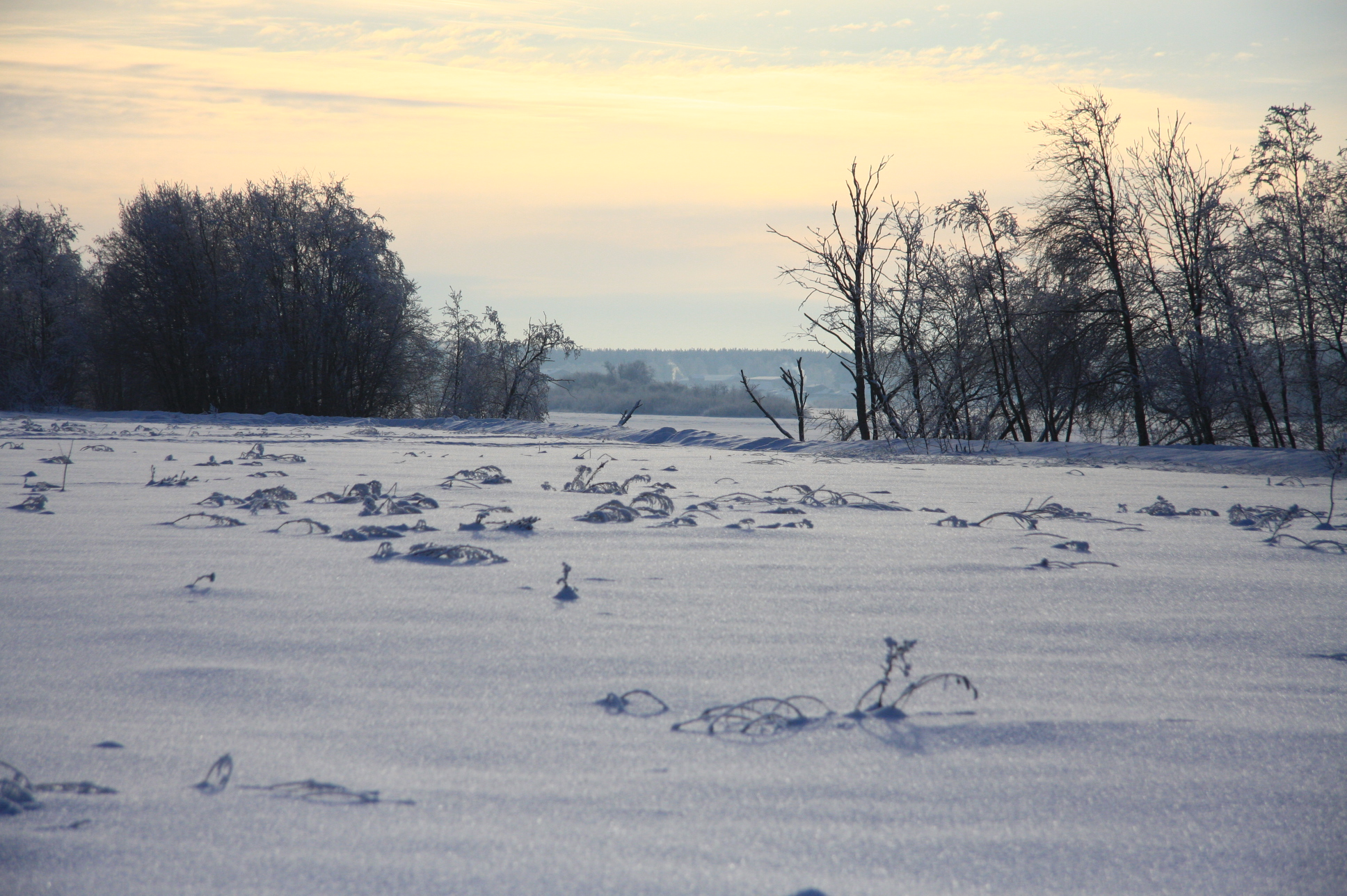
Берег Волхова близ деревни Медвежья Кара. 2010 год